# تيو هوجو
تيو هوجو بلدية في ولاية ريو غراندي دو سول في المنطقة الجنوبية من البرازيل.